# Aina Moll Marquès
Aina Moll Marquès (Ciudadela, 14 de agosto de 1930-Palma de Mallorca, 9 de febrero de 2019) fue una filóloga española.

## Biografía
Fue la hija mayor de Francesc de Borja Moll, con quien colaboró en los dos últimos volúmenes del Diccionari català-valencià-balear. En 1953, obtuvo la licenciatura en filología románica. Después amplió estudios en París, Estrasburgo y Zúrich, y desde 1954 hasta 1961 fue directora de la Biblioteca Raixa.
Fue miembro del Grupo Catalán de Sociolingüística, y fue también miembro de la primera Comisión de Transferencies Estado-Consejo General Interinsular de las Baleares. Fue directora general de Política Lingüística de la Generalidad de Cataluña desde 1980 hasta 1988. Entre 1995 a 1996 fue asesora lingüística del gobierno balear.

## Honores

### Membresías
Desde 1993 es miembro numerario del IEC. El 8 de mayo de 2012 fue declarada doctora honoris causa por la Universidad Abierta de Cataluña (UOC).

## Galardones
- 1988: Creu de Sant Jordi de la Generalidad de Cataluña.
- 1997: Premi Ramon Llull del Gobierno de las Islas Baleares.
- 2012: Doctora honoris causa por la Universidad Abierta de Cataluña.[5]

## Obras
- Francesc de B. Moll: la fidelitat tossuda (2004)

- La nostra llengua (1990)

- a, bé, cé: sa pastera ja la sé : 2. Ilustró Aina Bonner. Editorial Moll, 48 pp. ISBN 8427302932, ISBN 9788427302938 (1980)

- Apprenez le Français avec nous: 1. Vol. 2. 2ª edición de Moll, ISBN 8427302002, ISBN 9788427302006 (1973)